# Каррикмакросс

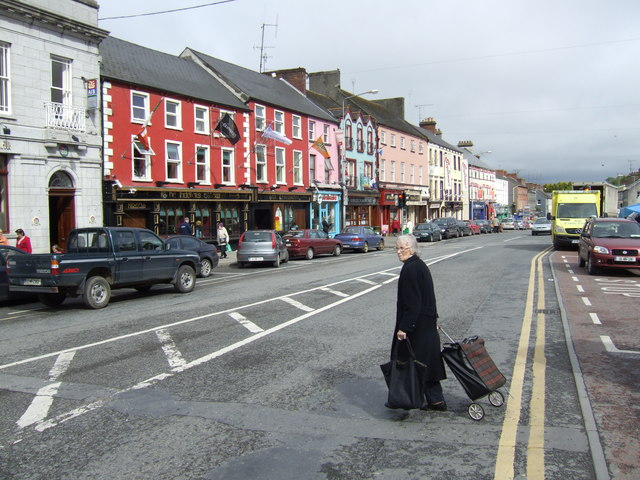
Главная улица города

Каррикмакросс (англ. Carrickmacross; ирл. Carraig Mhachaire Rois (Карагь-Вахаре-Рош), «скала на лесистой равнине») — (малый) город в Ирландии, находится в графстве Монахан (провинция Ольстер). Город является обладателем серебряной награды престижной европейской премии Entente Florale, группа The Flaws — родом из Каррикмакросса.
В регионе благодаря монахиням хорошо развито кружевоплетение. Одно из самых величественных зданий в городе — римско-католическая церковь, которая была построена в 1866 году. Особое значение церкви придают 10 красивых витражей, которые были разработаны известным художником Гарри Кларком в 1925 году.
В городе похоронен Патрик Бёрн (1794—1863), последний из значимых исполнителей на кельтской арфе и первый народный ирландский музыкант, который когда-либо был сфотографирован.
От города час езды как до Дублина, так и до Белфаста. 31 июля 1886 года здесь была открыта железнодорожная станция, закрытая для пассажирских перевозок 10 марта 1947 года и окончательно закрытая 1 января 1960 года.
Город-побратим — бретонский  Карнак.
В феврале 2010 городской совет проголосовал 5:4 за то, чтобы удалить страницу из книги посетителей города, подписанную израильским послом. Это был ответ на блокаду сектора Газа, а также на незаконное использование ирландского паспорта агентами Моссад в убийстве Махмуда аль-Мабхуха.

## Демография
Население — 4387 человек (по переписи 2006 года). В 2002 году население составляло 3832 человек. При этом, население внутри городской черты (legal area) было 1973, население пригородов (environs) — 2414.
Данные переписи 2006 года:
| Общие демографические показатели |               |                               |                               |      |      |
| Всё население                    | Всё население | Изменения населения 2002—2006 | Изменения населения 2002—2006 | 2006 | 2006 |
| 2002                             | 2006          | чел.                          | %                             | муж. | жен. |
| 3832                             | 4387          | 555                           | 14,5                          | 2186 | 2201 |

В нижеприводимых таблицах сумма всех ответов (столбец «сумма»), как правило, меньше общего населения населённого пункта (столбец «2006»).
| Религия (Тема 2 — 5 : Число людей по религиям, 2006) |             |                |             |            |       |      |
| Католики, чел.                                       | Католики, % | Другая религия | Без религии | не указано | сумма | 2006 |
| 3880                                                 | 88,4        | 252            | 170         | 85         | 4387  | 4387 |

| Этно-расовый состав (Этничность. Тема 2 — 3 : Постоянное население по этническому или культурному происхождению, 2006) |            |              |       |        |        |            |       |       |
| Белые ирландцы | Лухт-шулта | Другие белые | Негры | Азиаты | Другие | Не указано | сумма | 2006  |
| 3419 | 1          | 649          | 10    | 47     | 114    | 86         | 4326  | 4387  |
| Доля от всех отвечавших на вопрос, %                                                                                   |            |              |       |        |        |            |       |       |
| 79,0 | 0,0        | 15,0         | 0,2   | 1,1    | 2,6    | 2,0        | 100   | 98,61 |

1 — доля отвечавших на вопрос о языке от всего населения.
| Владение ирландским языком (Тема 3 — 1 : Число людей от 3 лет и старше по способности говорить по-ирландски, 2006) |      |            |       |       |
| Владеете ли Вы ирландским языком?                                                                                  |      |            |       |       |
| Да | Нет  | Не указано | сумма | 2006  |
| 1552 | 2533 | 96         | 4181  | 4387  |
| Доля от всех отвечавших на вопрос о языке, %                                                                       |      |            |       |       |
| 37,1 | 60,6 | 2,3        | 100   | 95,31 |

1 — доля отвечавших на вопрос о языке от всего населения.
| Использование ирландского языка (Тема 3 — 2 : Говорящие по-ирландски от 3 лет и старше по частоте использования ирландского языка, 2006) |                                                            |                                               |                                               |                                               |                                               |                                               |       |                                     |      |
| Как часто и где Вы говорите по-ирландски?                                                                                                |                                                            |                                               |                                               |                                               |                                               |                                               |       |                                     |      |
| ежедневно, только в образовательных учреждениях                                                                                          | ежедневно, как в образовательных учреждениях, так и вне их | в других местах (вне образовательной системы) | в других местах (вне образовательной системы) | в других местах (вне образовательной системы) | в других местах (вне образовательной системы) | в других местах (вне образовательной системы) | сумма | всего, отвечавших на вопрос о языке | 2006 |
| ежедневно, только в образовательных учреждениях                                                                                          | ежедневно, как в образовательных учреждениях, так и вне их | ежедневно                                     | каждую неделю                                 | реже                                          | никогда                                       | не указано                                    | сумма | всего, отвечавших на вопрос о языке | 2006 |
| 396 | 30                                                         | 54                                            | 108                                           | 528                                           | 396                                           | 40                                            | 1552  | 4181                                | 4387 |
| Доля от всех отвечавших на вопрос о языке, %                                                                                             |                                                            |                                               |                                               |                                               |                                               |                                               |       |                                     |      |
| 9,5 | 0,7                                                        | 1,3                                           | 2,6                                           | 12,6                                          | 9,5                                           | 1,0                                           | 37,1  | 100                                 |      |

| Типы частных жилищ (Тема 6 — 1(a) : Число частных домовладений по типу размещения, 2006) |          |         |                 |            |       |      |
| Отдельный дом                                                                            | Квартира | Комната | Переносные дома | не указано | сумма | 2006 |
| 1517                                                                                     | 81       | 6       | 2               | 33         | 1639  | 4387 |